# Лађаница
Лађаница је насељено место у Босни и Херцеговини у општини Коњиц у Херцеговачко-неретванском кантону које административно припада Федерацији Босне и Херцеговине. Према попису становништва из 1991. у насељу је живјело 58 становника.

## Становништво
По последњем службеном попису становништва из 1991. године, у насељу Лађаница живело је 58 становника. Већина становника су били Муслимани.
| Националност | 1991.       | 1981. | 1971. |
| Муслимани    | 52 (89,66%) |       |       |
| Хрвати       | 6 (10,34%)  |       |       |
| Укупно       | 58          |       |       |